# Hyperolius maestus
Hyperolius maestus és una espècie de granota de la família Hyperoliidae. És endèmica d'Angola. El seu hàbitat natural inclou rius, maresmes d'aigua dolça i corrents intermitents d'aigua dolça. Té un desenvolupament larval. No hi ha amenaces significatives per a la supervivència d'aquesta espècie. No se sap si aquesta espècie es troba a les àrees protegides. La seva situació taxonòmica requereix aclariment. Si es valida l'espècie, llavors es necessita la investigació de la localització en la naturalesa, així com el seu estat poblacional, ecologia i amenaces per aquesta espècie.